# جبل شرافة (وشحة)

تعديل مصدري - تعديل

جبل شرافة هي إحدى قرى عزلة بنى سعد بمديرية وشحة التابعة لمحافظة حجة، بلغ تعداد سكانها 191 نسمة حسب تعداد اليمن لعام 2004.